# Coccomyces vilis
Coccomyces vilis är en svampart som beskrevs av Syd., P. Syd. & E.J. Butler 1911. Coccomyces vilis ingår i släktet Coccomyces och familjen Rhytismataceae.   Inga underarter finns listade i Catalogue of Life.